# Les Casses
Les Casses és un municipi del departament de l'Aude a la regió francesa d'Occitània.